# Nils Silfverskiöld (1888–1957)
Nils Otto Silfverskiöld, född 3 januari 1888 i Göteborg, död 18 augusti 1957 i Stockholm, var en svensk läkare och gymnast.

## Biografi
Nils Silfverskiöld var son till överläkaren och föreståndaren för "Kustsjukhuset för skrofulösa barn å Styrsö", Petter Silfverskiöld och Anna, född Warholm, och tillhörde den adliga ätten Silfverskiöld nummer 1073. 
Han studerade vid Uppsala universitet, där han 1911 blev medicine kandidat, för att sedan fortsätta i Stockholm där han blev medicine licentiat 1916 och medicine doktor 1924 på avhandlingen Orthopädische Studie über Hemiplegia spastica infantilis. Året därpå blev Silfverskiöld docent i ortopedisk kirurgi vid Karolinska institutet. Innan han doktorerade hade han bland annat tjänst som underläkare i Dresden, och hade sedan 1921 varit verksam vid vanföreanstalten vid Karolinska. Han blev 1927 överläkare vid Sabbatsbergs sjukhus, 1936 vid Serafimerlasarettet, och 1940 vid Karolinska sjukhuset.
Vid sidan av den banan blev Silfverskiöld medicine gymnastikdirektör i Stockholm 1917 och samma år bataljonsläkare samt läkare och lärare vid Gymnastiska centralinstitutet. Han var under tiden som doktorand underläkare vid Garnisonssjukhuset i Stockholm. 
Silfverskiöld hade starka vänstersympatier och arbetade bland annat mot fascismen genom sitt arbete i den antifascistiska tidskriften Kulturfront. Under Spanska inbördeskriget etablerade Silfverskiöld 1937 Svenska hjälpsjukhuset i Spanien. Han var sedermera ordförande i Förbundet Sverige-Sovjetunionen.
Vid Olympiska sommarspelen 1912 tog Silfverskiöld guldmedalj i gymnastik.
Silfverskiöld gifte sig första gången 1916 med Karin Améen, som var dotter till överste John Ameén och friherrinnan Märta Sparre, andra gången 1923 med Grete Wiesenthal, tredje gången 1932 med psykologen, grevinnan Mary von Rosen, som var dotter till greve Eric von Rosen och friherrinnan Mary Fock, och fjärde gången 1944 med Ingrid Edlund, som var dotter till överstelöjtnant Nils Edlund och Elsa Törnblom. En dotter i tredje giftet, Monica Silfverskiöld Getz, var under många år gift med den amerikanske jazzmusikern Stan Getz.